# Calcidiolo 1-monoossigenasi
La calcidiolo 1-monoossigenasi è un enzima appartenente alla classe delle ossidoreduttasi. Il gene che lo codifica si trova sul cromosoma 12.
L'enzima catalizza la conversione del calcidiolo in calcitriolo, la forma attiva della vitamina D secondo la seguente reazione:
calcidiolo + NADPH + H+ + O2 ⇄ calcitriolo + NADP+ + H2O

Calcidiolo
Calcitriolo